# Перестріч гайовий
{{#ifeq:0|0|{{#if:Melampyrum nemorosum|{{#if:|[[]}}|[[]]}}}}
Пере́стріч гайови́й або пере́стріч дібро́вний (Melampyrum nemorosum L.) — однорічна напівпаразитна рослина з родини вовчкових. Має медоносні та лікувальні властивості, обмежено застосовується у народній медицині.

## Назва
Для цього виду рослин Ю. Кобів наводить 46 народних назв. Більша частина з них звучить як брат-і-сестра́, бра́тики, се́стрики та їм подібні. Не співзвучні, але схожі за змістом назви, це ді́дики-й-ба́бки, день-і-ніч, іва́н-та-марі́я, яки́м-та-га́нна. В основу цих назв покладено контраст між словами, що позначають переважно родинні зв'язки або чоловічі й жіночі імена, такий підхід пояснюється тим, що у суцвітті перестріча фіолетові приквітки контрастують з жовто-гарячими пелюстками — саме цю «єдність протилежностей» і запримітили люди у давнину.
Значно менше поширені такі народні назви дібровного перестріча як польові́ васильки, зіно́вія, зябрі́й, жовту́шка, меду́нка, мідя́нка, пі́вники, пристрі́тник, си́ньчик, шилия́чник, сиру́тки.

## Опис

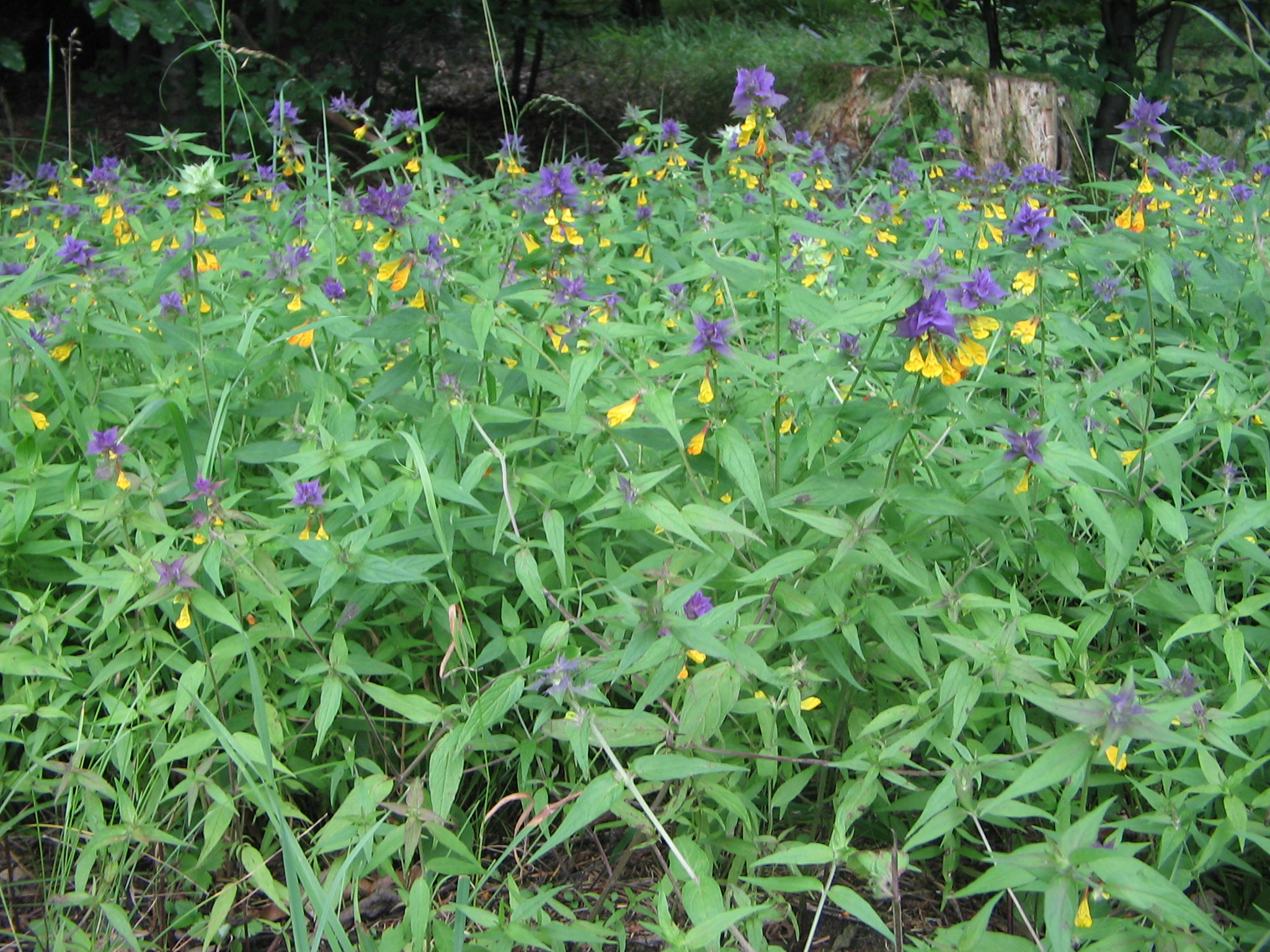
Загальний вигляд квітучих рослин

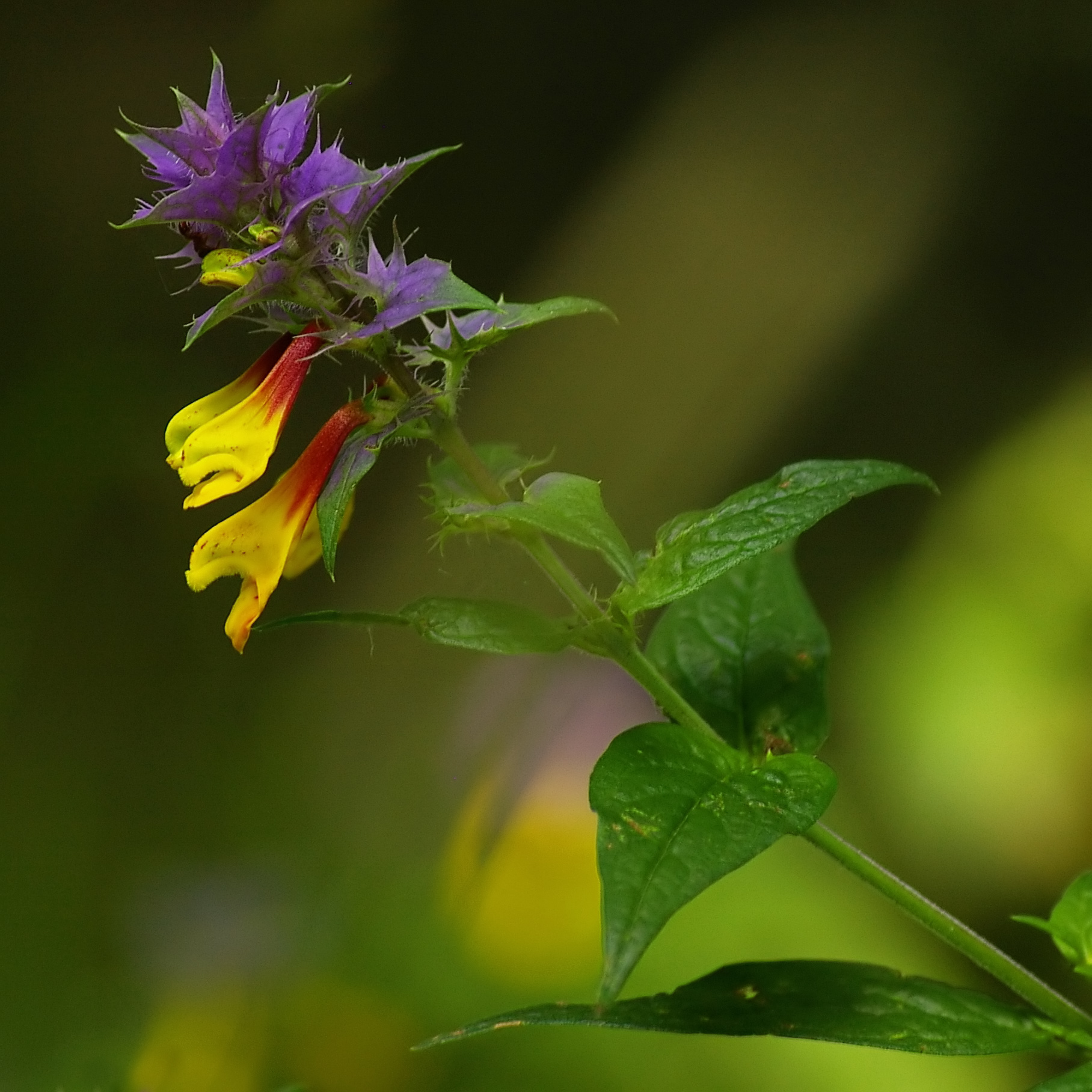
Вигляд квіток збоку (добре помітна мінливість забарвлення приквітків і червоні трубочки)

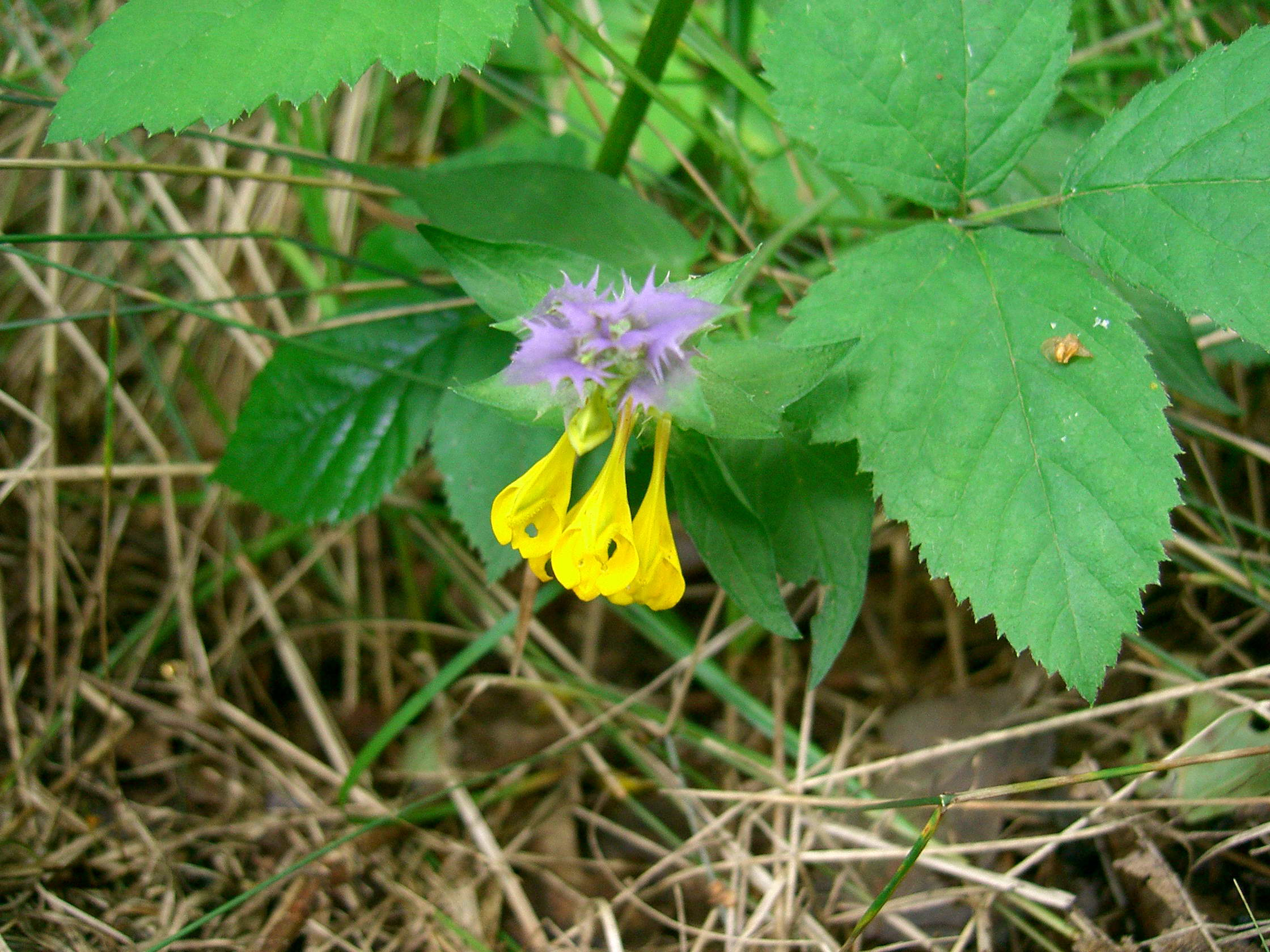
Світлий варіант забарвлення (нижня губа чисто-жовта)

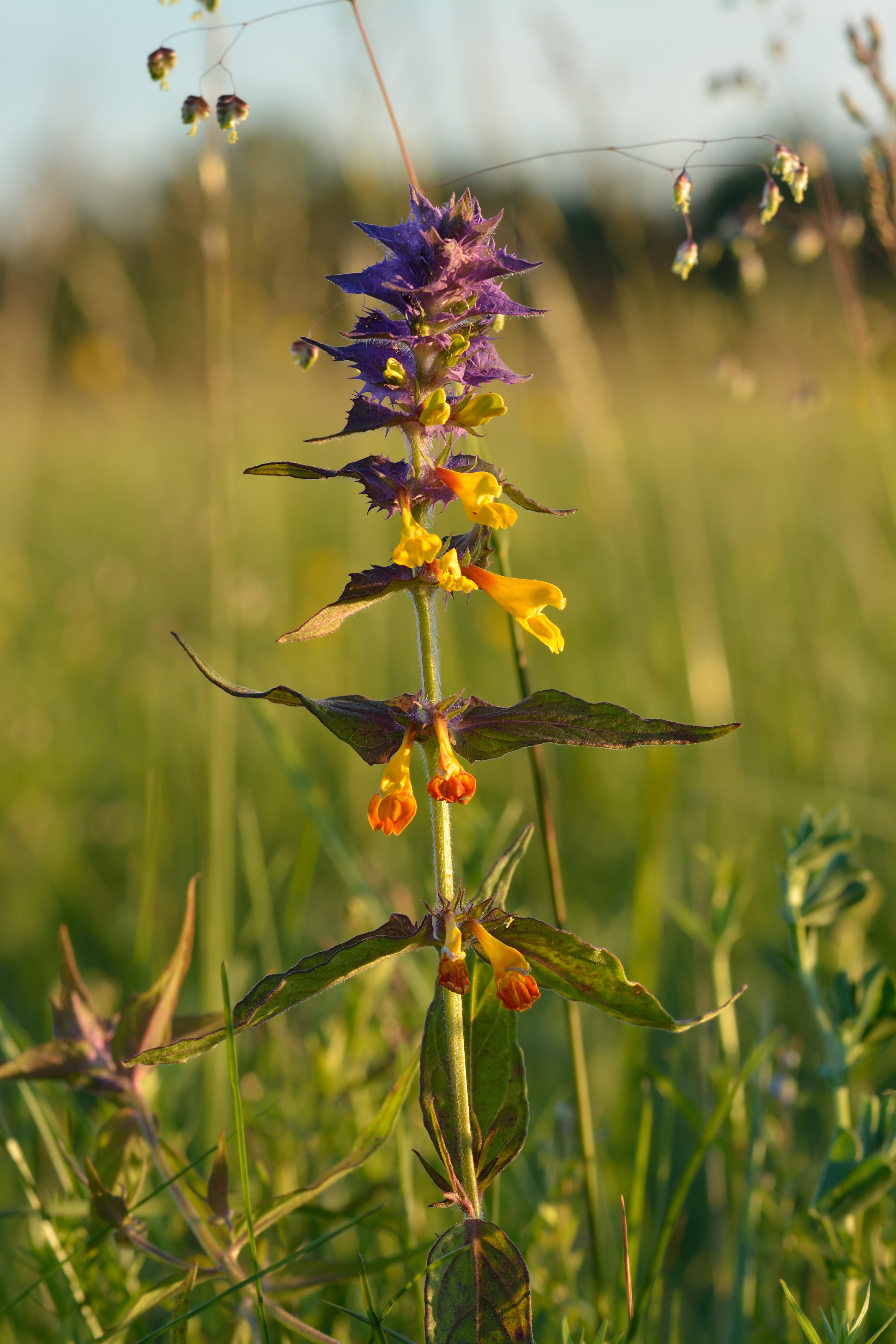
Квітки із червонуватою нижньою губою

Трав'яниста рослина заввишки 10—60 (зрідка до 70) см. Корені мають гаусторії. Стебла прямостоячі, галузисті, вкриті білими, спрямованими вниз волосками — короткими у нижній частині стебел, та довгими у верхній. Листки зелені, супротивні, яйцеподібно-ланцетні, при основі серцеподібні або стрілоподібні, звужені у черешок, довгозагострені. Як правило, листкові пластинки цілокраї, інколи при їх основі помітні 1-2 зубця. Верхній бік листків голий, нижній — розсіяно волосистий. Черешки завдовжки 1-2 мм. Довжина листкової пластинки становить 3-10 см, ширина — 0,8-4 см.
Суцвіття — негуста верхівкова колосоподібна китиця заввишки 7-17 см, завширшки 2-2,5 см. Приквітки супротивні, яйцеподібно-серцеподібні або яйцеподібно-ланцетні, загострені, із зубчиками 1-3 мм завдовжки (зрідка цілокраї), при основі та уздовж жилок запушені довгими білими волосками. Довжина приквітків сягає 1-3 см, ширина — 0,6-1,8 см. У нижній частині суцвіття приквітки зелені, ті, що розташовані у середній частині, набувають при основі синьо-фіолетового кольору, верхні приквітки суцільно фіолетові. Квітки зигоморфні, розташовані на дуже коротких (до 1 мм) запушених квітконіжках. Чашечка трубчаста або дзвоникувата, запушена по краях та уздовж жилок довгими білими волосками (кожен завдовжки до 0,5 мм), чотиринадрізана на довгозагострені зубчики. Загальна довжина чашечки 8-10 мм, з яких приблизно половину складає трубочка, а половину — зубчики. Віночок 15-20 мм завдовжки, двогубий, жовто-гарячий, із червонуватою трубочкою та нижньою губою, значно більшою за верхню, інколи червонуватою. Пиляки завдовжки 3-3,3 мм. Зав'язь завдовжки 2 мм, завширшки 1 мм, гола, із стовпчиком у шість разів довшим за неї, у верхній частині вкритим волосками.
Плід — видовжена або еліптично-ланцетна розкривна коробочка завдовжки 6-10 мм, завширшки 4-4,5 мм. Її поверхня гола, а верхівка загострена, після достигання вона розкривається товстими гладкими стулками. В кожному плоді міститься до 4 чорних насінин 5-6 мм завдовжки та 1,5-1,8 мм завширшки.
Число хромосом 2n = 18.

### Хімічний склад
У надземній частині перестріча гайового знайдені алкалоїди, дульцит та глікозиди, зокрема, аукубін, остання речовина міститься також і в насінні.

## Екологія та поширення
Рослина доволі морозостійка, полюбляє помірно зволожені ґрунти. Зростає переважно в дібровах, на узліссях, серед чагарників, дещо рідше — на крейдяних схилах, заболочених та заторфованих луках. У горах підіймається до висоти 1000 м. Зазвичай рослини зростають поодинці або утворюють невеликі суцільні зарості (площею кілька м²). Перестріч гайовий є типовим складником фітоценозів класу Trifolio-Geranietea sanguinei.
Перестріч гайовий здатен паразитувати на інших рослинах, присмоктуючись до них гаусторіями, завдяки чому він отримує додаткову воду та мінеральне живлення. Втім, справжнім паразитом його вважати не можна, оскільки цей вид нормально фотосинтезує. Квітне в червні — серпні. Квіти виділяють багато нектару, тому перестріч вважається добрим медоносом. Насіння розповсюджується мурахами (мірмекохорія).
Вид широко розповсюджений на теренах Європи, у Сибіру. Повсюди ця рослина досить звичайна і не потребує охорони.

## Застосування
У народній медицині для лікування використовують траву. Відвар цієї рослини п'ють при серцевих та шлункових хворобах. Ванни з додаванням відвару перестрічу застосовують при діатезі у дітей, для лікування екземи, туберкульозу шкіри. Завдяки протизапальній дії свіжа подрібнена трава сприяє швидшому загоєнню ран.

## Синоніми
- Melampyrum nemorosum Baumg.
- Melampyrum nemorosum var. angustifolium Neilr.
- Melampyrum nemorosum var. debreceniense (Soó ex Rapaics) Soó
- Melampyrum nemorosum subsp. moravicum Ronniger
- Melampyrum nemorosum var. subalpinum Jur.
- Melampyrum nemorosum subsp. zingeri Ganesch.[3]